# Óscar Rivas Viondi
Óscar Rivas Viondi (nascut el 27 de març de 2000) és un futbolista espanyol que juga com a defensa central a l'AD Alcorcón.

## Carrera de club
Nascut a Albacete, Castella–La Manxa, Rivas es va formar al juvenil del Getafe CF, després d'haver començat a jugar a l'Atlètic de Madrid. El 17 de juliol de 2019, un cop acabada la formació, va fitxar pel CD Móstoles URJC de Tercera Divisió.
Rivas va fer el seu debut sènior el 25 d'agost de 2019, començant en una derrota a casa per 2-3 contra l'AD Torrejón CF. Va marcar el seu primer gol el 3 de novembre, marcant el tercer gol del seu equip en un gol de 4-0 contra el CD Paracuellos Antamira.
El juliol de 2021, Rivas va passar a l'AD Alcorcón i va ser destinat al filial de la Tercera Divisió RFEF. Va debutar amb el primer equip el 15 de desembre, començant com a titular en una derrota per 1-2 fora de casa contra l'Sporting de Gijón a la Copa del Rei de la temporada.
Rivas va marcar el seu primer gol com a professional el 27 de març de 2022, marcant l'únic del seu equip només en una derrota a casa per 1-2 contra el Real Valladolid. El 21 d'abril va renovar el contracte fins al 2024, amb opció per dos anys més.

## Vida personal
Mario, el germà bessó de Rivas, també és futbolista; juga de davanter, i també va ser format al Getafe. El seu pare Antonio també era futbolista.